# لیدی سولیس
لیدی سولیس (اسپانیایی: Leydi Solís‎؛ زادهٔ ۱۷ فوریهٔ ۱۹۹۰) وزنه‌بردار زن اهل کلمبیا است.
وی در مسابقات کشوری و بین‌المللی در مجموع برندهٔ ۷ مدال طلا، ۲ مدال نقره شده‌است.